# Bad Sector
Bad Sector — експериментально-концептуальний проєкт італійського музиканта і дослідника Массімо Магріні, що використовує у творчості свої інженерні досягнення (Магріні займається проблемами аналогової електроніки і обробки цифрових сигналів в Пізінському університеті, має науковий ступінь), звуки незвичайного технологічного походження і ритуально-релігійні ідеї.

## Історія
Проєкт Bad Sector з'явився в 1992 році і спочатку замислювався як дослідження різних способів використання технологій, зокрема технічних досягнень академії CNUCE/CNR, у сфері мистецтва. Назва проєкту прийшло буквально з екрана монітора, це повідомлення, яке Магріні бачив досить часто, постійно працюючи з дискетами. Із самого початку Bad Sector працював із різними видами мистецтва — відео (зокрема, інтерактивне), фотографії, комп'ютерна поезія — однак основною сферою його діяльності була музика. Також, при неможливості створення необхідних концептуальних структур звичайними методами, створювалися власні програми для використання в запису і уявленнях. У проведенні концертів, а також в деяких концептуальних мультимедійних роботах, Магріні іноді допомагають ще двоє людей: Mary6 і LeO.
Перший запис Bad Sector побачила світ у 1994 році — це був магнітоальбом «Ze», частина якої стала основою дебютного CD «Ampos» (одна тисяча дев'ятсот дев'яносто п'ять ), а інша частина потім була перевидана на CD-R виданні «Transponder» (1999). Відтоді практично кожен новий альбом виходив на новій студії і обмеженим тиражем. У кожного альбому є своя концепція. Наприклад, «Dolmen Factory» (1998) описував взаємозв'язок між всесвітом і людським життям: коли людина помирає, з його розумом вмирає цілий Всесвіт, і альбом являє собою кілька таких вигаданих «померлих Всесвітів» (дольмени — стародавні кам'яні монументи). «Ampos», своєю чергою, став похмурим роздумом на релігійні теми, у якому назви треків є «імена бога», вихоплені з нескінченного перерахування, шматочок якого представлений на останній композиції.
Студійні записи Bad Sector засновані на ітераційних палітрах, структура яких базується на шаблонах, створених при аналізі ритуальної та релігійної музики. У ці дуже глибокі й темні звуки впроваджуються спеціально записані або створені семпли, як-от звуки Ехокардіограми («Dolmen Factory»), записи радіопередач із супутників («Plasma») і військових об'єктів («The Harrow»), продукт роботи програми по генерації фонем («Ampos») та багато іншого. Останній трек, «Remote», був записаний на основі даних штучного супутника Сатурна «Кассіні — Гюйгенс».

## Дискографія
| рік  | альбом                                                      | Формат оригінального видання                              | Лейбл оригінального видання | перевидання |
| ---- | ----------------------------------------------------------- | --------------------------------------------------------- | --------------------------- | --- |
| 1994 | Ze                                                          | касета                                                    | Slaughter Productions       | Не перевидавалися |
| 1995 | Ampos                                                       | CD                                                        | God Factory                 | Перевидавався на CD лейблом Power & Steel два рази: в 2002 і 2012 році |
| 1996 | Dolmen                                                      | 7"                                                        | Drone Records               | Перевидавався цим же лейблом на тому ж носії в 1998 році |
| 1996 | Vacuum Pulse (спільно з Contagious Orgasm)                  | касета                                                    | Old Europa Cafe             | Перевидавався на CD цим же лейблом 2000 року |
| 1997 | Pressurized Music                                           | касета                                                    | Freedom From                | Не перевидавалися |
| 1998 | Dolmen Factory                                              | касета                                                    | Soffitta Macabra            | Перевидавався два рази на CD: лейблом Membrum Debile Propaganda в 2000 році і лейблом Faria Records у 2008 році |
| 1998 | Jesus Blood                                                 | 10"                                                       | Power & Steel               | Не перевидавалися |
| 1998 | Polonoid                                                    | CDr + Floppy Disk 3.5                                     | Bastet Recordings           | Перевидавався цим же лейблом на CD в 2001 році, а також, теж в 2001 році, лейблом Tantric Harmonies в двох видах: у вигляді отдельноло CD і у вигляді видання CD + CD-R (Видання називалося BadBox і крім Polonoid в нього входив ще бонусний диск: Damages Report) |
| 1998 | Plasma                                                      | CD                                                        | Old Europa Cafe             | Не перевидавалися |
| 1999 | Transponder                                                 | CD-R                                                      | Blade Records               | У 2001 році цим же лейблом знову видавався на CD-R, а в 2011 році перевидавався на CD лейблом Infinite Fog Productions |
| 2000 | Neurotransmitter Actions (спільно з Sshe Retina Stimulants) | CD-R                                                      | Loud! & Solipsism           | Не перевидавалися |
| 2000 | Toroidal Body                                               | 7" + CD-R                                                 | Eibon Records & Pre Feed    | Не перевидавалися |
| 2001 | Retrovirus                                                  | CD-R                                                      | Afe Records                 | Не перевидавалися |
| 2001 | Survival Tools                                              | CD-R                                                      | Cohort Records              | Перевидавався цим же лейблом на тому ж носії в 2005 році |
| 2001 | The Harrow                                                  | CD                                                        | AVA / ES1-Reset             | Перевидавався на CD в 2007 році спільно двома лейблами: Ewers Tonkunst & Indiestate Distribution |
| 2001 | Xela                                                        | CD                                                        | Waystyx                     | Цим же лейблом, на цьому ж носії перевидавався в 2002 році |
| 2003 | Planar Energy                                               | 7"                                                        | SmallVoices                 | Не перевидавалися |
| 2005 | Idio Blast (спільно з Astro)                                | CD                                                        | Insofar Vapor Bulk          | Перевидавався на CD лейблом Power & Steel в 2012 році |
| 2005 | Kosmodrom                                                   | CD                                                        | Waystyx                     | Перевидавався цим же лейблом в 2006 році в подарунковому, CD + CD Extra Tracks виданні |
| 2005 | Reset                                                       | CD + книга «Rebis Periferiche» (автор книги Tommaso Lisa) | Old Europa Cafe             | Трохи пізніше, в цьому ж році і цим же лейблом був перевиданий з додатковим CD забезпечений бонус-треками |
| 2006 | Unification Ver. 0.5α                                       | CD-R                                                      | Old Europa Cafe             | Не перевидавалися |
| 2006 | Sound Sources                                               | Вебреліз                                                  | Radical Matters             | Не перевидавалися |
| 2007 | Storage Disk 1                                              | CD                                                        | Waystyx                     | Не перевидавалися |
| 2008 | Storage Disk 2                                              | CD                                                        | Waystyx                     | Не перевидавалися |
| 2008 | Remote                                                      | Вебреліз                                                  | самвидав                    | Не перевидавалися |
| 2009 | CMASA                                                       | CD                                                        | Power & Steel               | Не перевидавалися |
| 2010 | Quaternion                                                  | Вебреліз                                                  | самвидав                    | Не перевидавалися |
| 2011 | Raw Data                                                    | CD-R                                                      | Taâlem                      | Не перевидавалися |
| 2011 | Chronoland                                                  | CD                                                        | Power & Steel               | Не перевидавалися |
| 2013 | Death Odors III                                             | Вебреліз                                                  |                             | Не перевидавалися |
| 2015 | Cephus                                                      | CD                                                        | bad-sector.com              | |
| 2016 | Storage Disk 3                                              | CD                                                        | bad-sector.com              | |

## Рецензії на альбоми
- Xela і Transponder [Архівовано 4 березня 2016 у Wayback Machine.]
- The Harrow, Jesus Blood і Kosmodrom [Архівовано 12 червня 2008 у Wayback Machine.]
- Dolmen Factory, Polonoid, The Harrow і Kosmodrom[недоступне посилання з лютого 2019]
- Reset: Rebis Periferiche[недоступне посилання з лютого 2019]
- Neurotransmitter Actions[недоступне посилання з лютого 2019]
- Kosmodrom [Архівовано 27 березня 2022 у Wayback Machine.]